# De-novosynthese
De-novosynthese is de organische synthese van complexe moleculen uit eenvoudige moleculen zoals suikers of aminozuren, in tegenstelling tot hergebruik na gedeeltelijke afbraak.
Zo zijn nucleotiden niet nodig in de menselijke voeding, omdat ze gemaakt kunnen worden van kleine precursors, zoals formiaten en aspartaten. Essentiële aminozuren zoals methionine daarentegen kan enkel uit voeding worden verkregen; dit kunnen mensen en dieren niet de novo aanmaken. Ook essentiële vetzuren, cholesterol en nucleïnezuren zijn voorbeelden van complexe moleculen die gevormd worden via unieke de-novosyntheseroutes.